# オルケストル・レヴォリューショネル・エ・ロマンティック
オルケストル・レヴォリューショネル・エ・ロマンティック（仏語：Orchestre Révolutionnaire et Romantique、革命的ロマンティック・オーケストラ）は、1989年にジョン・エリオット・ガーディナーによって設立された古楽器オーケストラである。

## 概要
歴史的な演奏習慣に則り、オリジナル楽器を用いて古典派音楽とロマン派音楽を演奏する。とりわけベートーヴェンとベルリオーズの作品の演奏と録音によって名高く、1993年にはウェストミンスター大聖堂においてモンテヴェルディ合唱団との共演により、新発見されたベルリオーズの《荘厳ミサ曲》の初収録（録音およびテレビ用録画）を実現させた。その後はブラームスのドイツ・レクイエム、ヴェルディのレクイエムと歌劇『ファルスタッフ』、フォーレのレクイエムにまでレパートリーを広げた。